# Jaime Sotelo García
Jaime Enrique Sotelo García es un político mexicano, miembro y fundador del Partido de la Revolución Democrática en Colima.
Durante la XLIX Legislatura del Congreso del Estado de Colima fue diputado local suplente de Hebert Sánchez Polanco por el Partido Mexicano Socialista. Ha sido dirigente estatal por parte del Partido de la Revolución Democrática y es hermano del senador Carlos Sotelo García. Ha sido electo Diputado al Congreso de Colima en la LIII Legislatura del Congreso del Estado de Colima por el periodo de 2000 a 2003. Como dirigente estatal del PRD, informó que Colima sería en donde más paquetes electorales se abrieron en términos porcentuales luego de las Elecciones generales de México de 2006. Sotelo encabezó protestas en contra del presidente Felipe Calderón cuando este visitó la localidad de Tecomán.